# Parc national Cayambe-Coca
Le parc national Cayambe-Coca (en espagnol : Parque Nacional Cayambe-Coca) est un parc national de l'Équateur, situé dans les provinces de Imbabura, Napo, Pichincha et Sucumbíos. Sa superficie est de plus de 4 000 km2. Il est situé à une altitude comprise entre 600 et 5 790 m et inclut zone de montagnes, sources d'eau chaude en altitude et forêts tropicales humides du bassin de l'Amazone. La Cayambe est un volcan ; la Coca est une rivière majeure de l'Amazonie.
On recense dans ce parc national une centaine d'espèces de mammifères et près de 400 espèces d'oiseaux : tapirs, cougars, ours, condors etc.